# Unruh

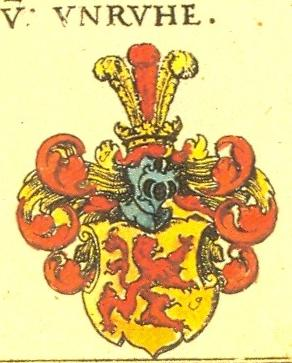
Herb rodziny Unruh

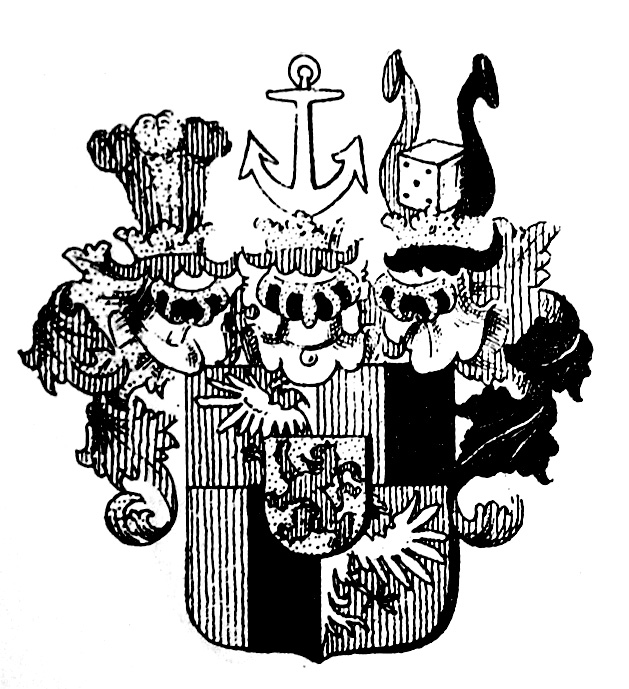
Herb Unruh – baronowski

## Unruh
Szlachta odwieczna pochodzenia niemieckiego zapewne wywodząca się z Frankonii. Pierwszymi z tego rodu byli: Ernestus Unrowe, wzmiankowany w 1212, i Conradus Unrowe, wzmiankowany w 1233. Wywód genealogiczny rodu od Jana Unruwe, wymienionego w 1310 w okolicach śląskiego Brzegu. Licznie rozrodzona, podzielona na wiele linii, gałęzi i domów, z których kilka osiadłych w Wielkopolsce ulegało od XVII wieku trwałej polonizacji ze zmianą nazwiska na „Unrug”. Przodkiem gałęzi baronowskiej zwanej Wendstadt Linden był Hans Siegmund (1644–1694). Jego syn Johann Wilhelm von Unruh (1668–1728) był właścicielem dóbr Wągroda (Wendstadt, Kreis Guhrau) w powiecie górowskim. Otrzymał czeskie wyniesienie do starego stanu panów z potwierdzeniem herbu rodowego przez kancelarię cesarską w Wiedniu z datą 14 stycznia 1719. Jego potomkowie osiadli w okolicach Góry przenieśli się na początku XIX wieku do Wielkopolski i poprzez małżeństwa ulegli trwałej polonizacji.

## Herb baronów Unruhów
Herb podług dyplomu z 14 stycznia 1719: 

Tarcza czwórdzielna w krzyż. W polu 1 i 4 czerwonych pół srebrnego orła podzielonego w słup. Pola 2 i 3 czerwono-czarne podzielone w słup (Kokořova). Tarcza sercowa ze starym herbem rodowym Unruhów (w złotym polu czerwony lew z podwójnym ogonem w prawo). Nad ukoronowanymi hełmami trzy klejnoty: I. Trzy pióra strusie złote pomiędzy czerwonymi. Labry czerwono-złote. II. Srebrna kotwica w słup. Labry czarne podbite czerwienią. III. Pomiędzy czerwoną i czarną trąbą srebrna sześcienna kostka do gry, której przednie pole o wartości 5 (2, 1, 2) zaznaczone na czarno. Labry czarno-czerwone.

 Brak baronowskiej korony rangowej nie oznacza, że nie może być ona używana. Rodzina zwykle używała herbu podstawowego zaopatrzonego w baronowską koronę rangową.

## Baronowie von Unruh
Reskryptem Heroldsamtu datowanym w Berlinie 2 lipca 1903 Alfons Władysław von Unruh otrzymał uznanie tytułu baronowskiego. Poszczególni przedstawiciele rodu mieli w metrykach urodzenia odpowiednio: „Freiherr von Unruh” względnie „Freiin von Unruh”.

## Przedstawiciele rodu baronowskiego
- Alfons Władysław von Unruh (1845–1914), przedsiębiorca handlowy z Poznania.
- Henryk Hieronim von Unruh (1881–1934), zarządca dóbr ziemskich.
- Konrad Wiktor Karol von Unruh (1917–1995), ekonomista.
- Kazimierz Józef von Unruh (1883–1940), prokurator, adwokat i notariusz.
- Karol Wojciech von Unruh (1880–1944), prawnik, adwokat i notariusz, pruski oficer i kapitan artylerii Wojska Polskiego, zamordowany w obozie koncentracyjnym w Oświęcimiu.
- Romuald Józef Olgierd von Unruh (1930–2007), inżynier mechanik, więzień obozów koncentracyjnych.
- Edmund Franciszek Aleksander von Unruh (1893–1977), właściciel dóbr ziemskich Tępcz i Wyszecino w powiecie wejherowskim.
- Edward von Unruh (1919–1981), urzędnik skarbowy, więzień polityczny III Rzeszy, ostatni przedstawiciel rodu w Berlinie.
- Arabella Magdalena Joanna von Unruh (1920–2003), ostatnia przedstawicielka rodu w Berlinie.